# Selbe
Der Fluss Selbe (mongolisch Сэлбэ) fließt in einer Höhe zwischen 1850 und 1350 Metern über dem Meeresspiegel durch den südlichen Teil des Chentii-Gebirgssystems im zentralen Teil der Mongolei. Dieser Fluss ist 26,2 km lang und hat ein Einzugsgebiet von 220 Quadratkilometern.
Der Fluss fließt durch die mongolische Hauptstadt Ulaanbaatar und mündet in den Tuul. Das Selbe-Becken der Inter-Ulaanbaatar-Stadt wurde 2012 renoviert. Davor war der Fluss in der kälteren Jahreszeit meist trocken. Im selben Jahr teilten die Flüsse im Gebiet von Ulaanbaatar den Schutzstatus zum Schutz vor Stadtverschmutzungen.